# Båtvik
För orten Båtvik i Kyrkslätts kommun, se Båtvik, Kyrkslätt.
Båtvik är en ort i Byske socken i Skellefteå kommun. Orten klassades som en småort fram till och med 2005.